# Alichan Žabrailov
Alichan Lukmanovič Žabrailov (in russo Алихан Лукманович Жабраилов;?; Machačkala, 19 aprile 1994) è un lottatore russo, specializzato nella lotta libera.

## Biografia
Ai mondiali di Nur-Sultan 2019 ha vinto la medaglia di bronzo nel torneo dei 92 chilogrammi.
Agli europei di Varsavia 2021 si è laureato campione continentale, battendo in finale il turco Süleyman Karadeniz nel torneo dei 92 chilogrammi.

## Palmarès
| Anno | Manifestazione | Sede       | Evento | Risultato | Note |
| ---- | -------------- | ---------- | ------ | --------- | ---- |
| 2019 | Mondiali       | Nur-Sultan | 92 kg  | Bronzo    |      |
| 2021 | Europei        | Varsavia   | 97 kg  | Oro       |      |

## Altre competizioni internazionali
2020
- Oro nei 92 kg nella Coppa del mondo individuale ( Belgrado)